# Marina de Leixões
A Marina de Leixões, ou Marina Porto Atlântico, é o maior espaço disponibilizado no Grande Porto para receber embarcações de recreio que visitam esta região de Portugal ou, então, que estão de passagem, por via marítima, para outras paragens.
Situada no Molhe Norte do Porto de Leixões, em Leça da Palmeira, a marina tem disponíveis 240 lugares para amarração e é gerida por uma associação de clubes, criada em 25 de Outubro de 1992, actualmente gerida pelo Clube Naval de Leça, Clube de Vela Atlântico e Sport Club do Porto.

## História
A Marina Porto Atlântico pertence a uma associação fundada em 25 de Outubro de 1992 por quatro clubes náuticos. Os clubes são:
- Clube de Vela Atlântico
- Clube Naval de Leça
- Sport Club do Porto
- Yate Clube do Porto

## Informações sobre a marina
Localização
- Latitude: 41º 11,0’N
- Longitude: 08º 42,3’W

Acesso
- Farol de aproximação: Leça da Palmeira, uma milha a norte da marina

Quebra-mar
- Latitude: 41º 12,15’N
- Longitude: 08º 42,64’W
- FL. (3) 14s57m.28m

Entradas
- Molhe Norte

Latitude: 41º 11,15’N
Longitude: 08º 42,18’W
- Molhe Sul

Latitude: 41º 10,77’N
Longitude: 08º 42,42’W
FL G4s 7ms 7M
HORN (1) 30s
Profundidade
- Entrada: 4 metros
- Amarração: 3,5 metros – 2 metros